# Locika prutnatá
Locika prutnatá (Lactuca viminea) je euroasijský druh rostliny z čeledi hvězdnicovité (Asteraceae). Tato rostlina je rozšířena ve velké části Evropy a jihozápadní Asie od Portugalska po Pákistán.

## Popis

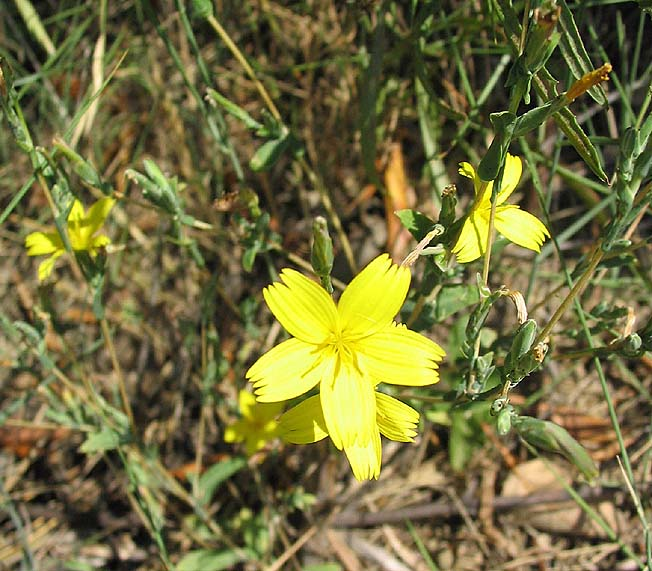
Květy lociky prutnaté

Locika prutnatá může dorůst délky 30 až 60 centimetrů, doba kvetení je od července až do srpna. Tato rostlina není masožravá a v Česku je původní. Květní hlávky mají 4–5 žlutých paprskovitých květů, ale žádné kotoučové květy.